# 양평 회현리 충신열녀문
양평 회현리 충신열녀문은 대한민국 경기도 양평군 양평읍 회현리에 있다. 1986년 5월 30일 양평군의 향토유적 제3호로 지정되었다.

## 개요
조선 선조 때 함흥판관으로 재임한 류희진(柳希津)의 충절을 기려 인조 5년(1627) 충신정각을 세우고 현판을 내려 표창하였으며, 정조 13년(1789) 문화유씨 24대손인 류성중(柳聖中)의 부인 김씨의 정절이 높아 열녀정려를 내려 표창하였다. 현재 건물은 출입문을 겸한 철제의 홍살문과 정문(旌門)이 마련되어 있는데 모두 근래에 새로 보수한 것이다.